# 梅里爾頓 (阿拉巴馬州)
梅里爾頓（英語：Merrellton）是一個位於美國阿拉巴馬州卡爾霍恩縣的非建制地區。該地的面積和人口皆未知。

## 地理
梅里爾頓的座標為33°51′48″N 85°44′31″W / 33.863333°N 85.741944°W，而該地最高點為海拔高度205米（即673英尺）。